# Tim Missao

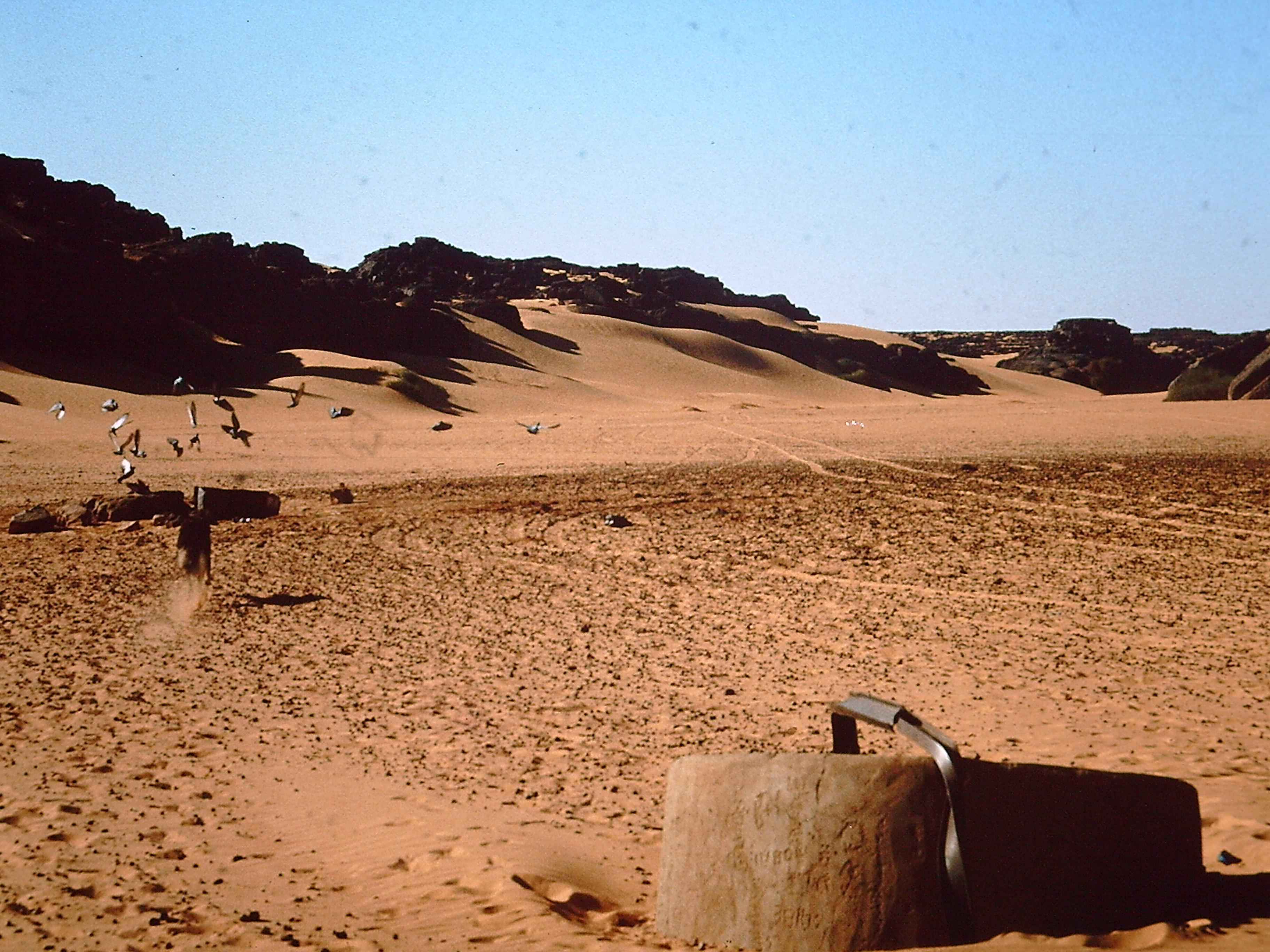
Tim Missao

Tim Missao (auch: Tin Missao und An Ti-m-Missaou) ist ein Brunnen in der algerischen Sahara.

## Beschreibung
Der Brunnen Tim Missao liegt auf der Strecke Bordj Mokhtar -Tamanrasset über Timiaouine, ungefähr auf der Mitte zwischen Timiaouine und Silet, in der Michelin-Karte 953 wird er mit "bonne à 6 m" angegeben, d. h. "Gutes Wasser in 6 m Tiefe". Die Quelle speist den Oued Tamanrasset.
Der Brunnen befindet sich in einem kleinen tassilianischen Massiv, das die Tuareg Tassili-n-Adrar nennen. Dieses Massiv liegt isoliert zwischen dem Adrar der Ifoghas im Süden und dem Adrar-n-Ahenet im Norden. Sein nördlicher Rand bildet die alte Barriere, an die sich das aus dem Hoggar stammende Wadi Tamanrasset anlehnte. Der eigentliche Wadi Timmissao, der in West-Ost-Richtung durch einen ziemlich tiefen Canyon floss, vereinigte sich mit dem Wadi Tamanrasset etwas weiter entfernt am Ausgang des Gebirges. Das Bett des Wadis verbreitert sich am Ausgang des Gebirges und sein rechtes Ufer lehnt sich an die Tassili-Klippe an. Geröll aus der Steilküste bildet an manchen Stellen Schuttkegel, die sich ausbreiten und neben den Ufern eine höhere Stufe bilden.

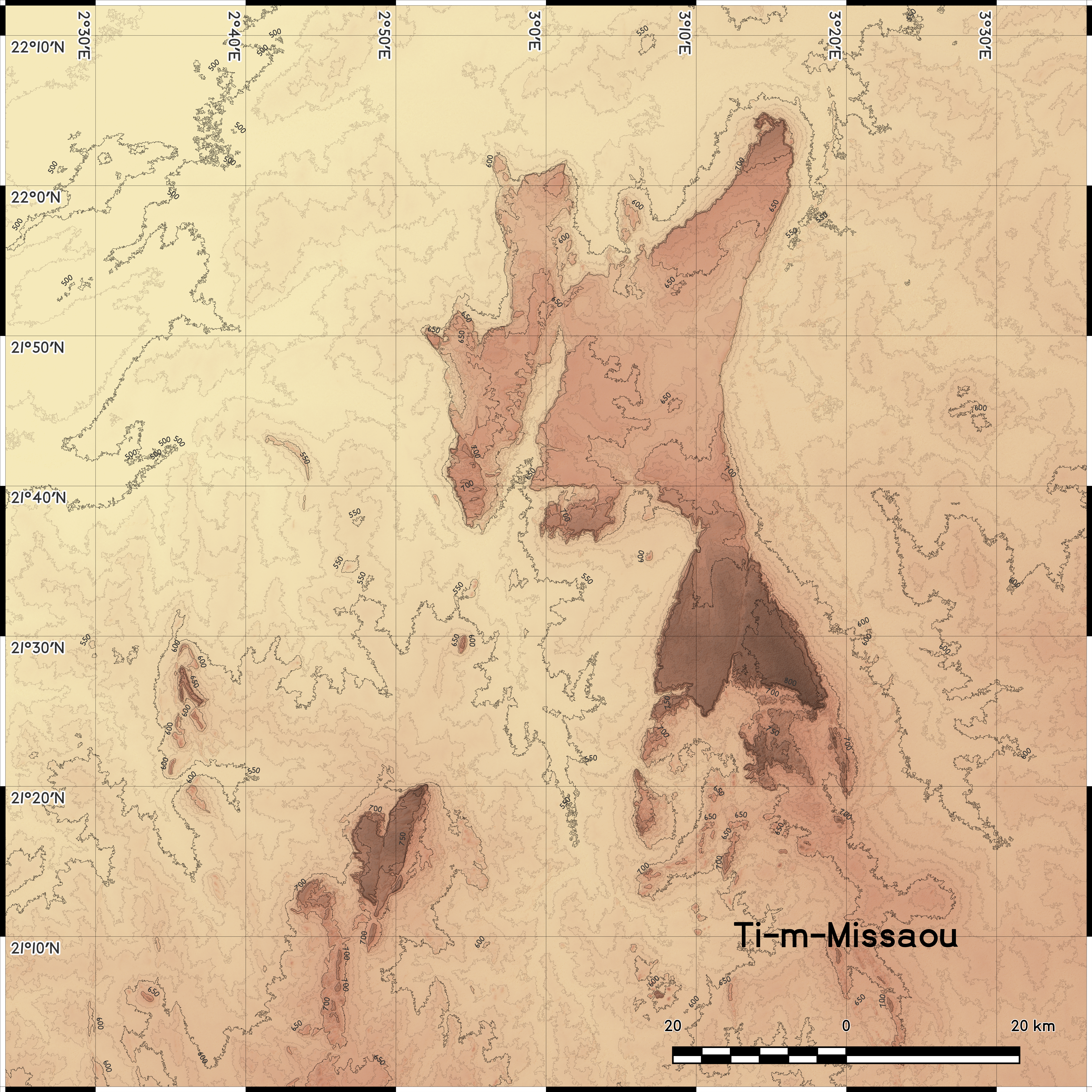
Topographische Karte des Adrar-n-Tassili (in dem Tim-MIssao liegt)

Durch seine Lage mitten im Tanezrouft war es ein beliebter Durchgangsort für Karawanen, denn dank der drei Brunnen, die es enthält (Timmissao, In Azaoua und Tamada), ermöglichte es die Überquerung des gefürchteten reg ohne große Schwierigkeiten. Es handelt sich also um eine menschlich sehr wichtige Region, die zu allen Zeiten eine große Rolle gespielt haben muss.

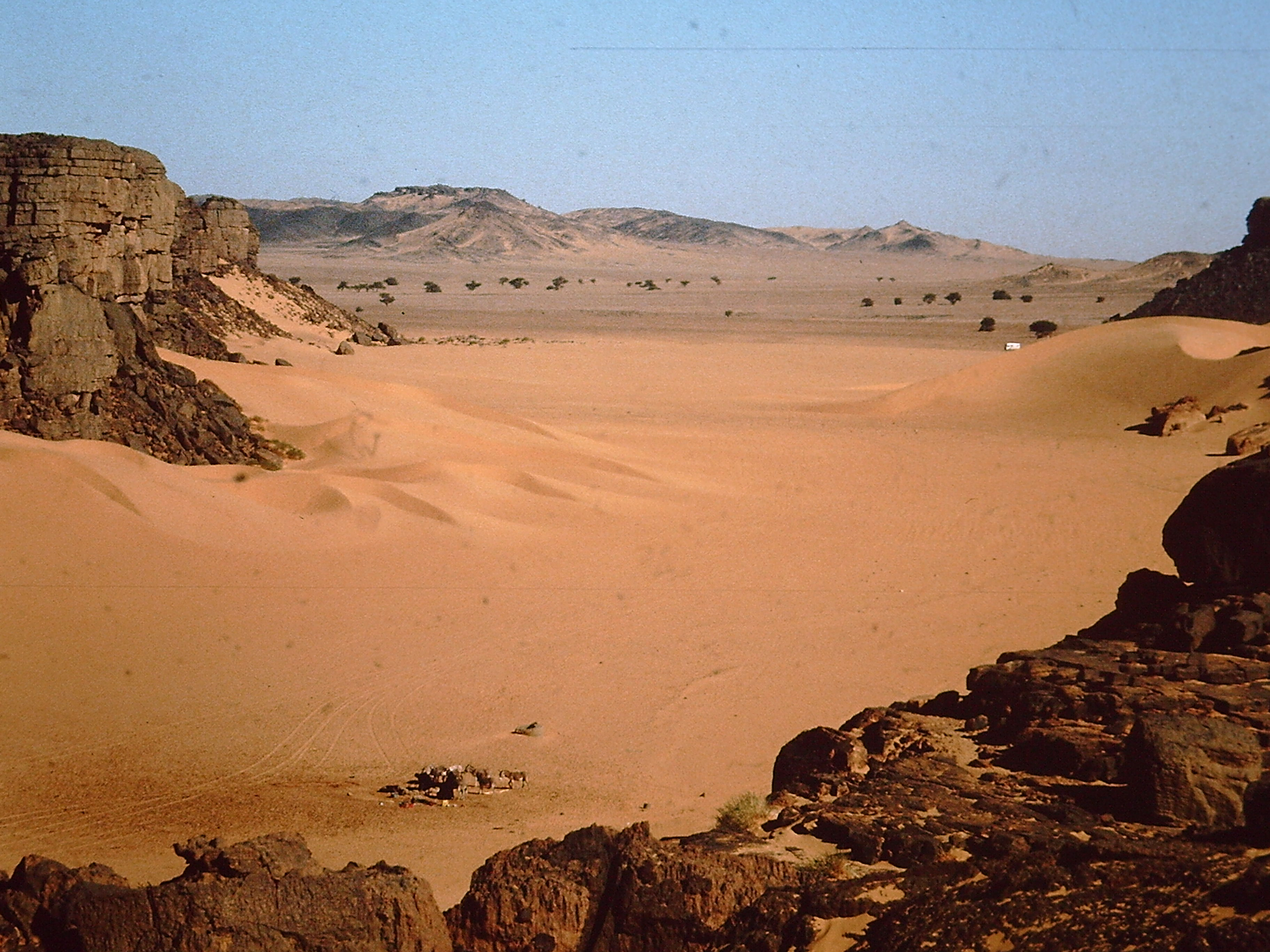
Wasserquelle Tim Missao, Umgebung, Blick von Süden nach Norden. Die Quelle ist im Vordergrund.

Im Inneren des Massivs gibt es zahlreiche vorislamische Grabhügel der Typen "chouchet" und "bassina", während die Umgebung der Brunnen von Timmissao und In Azaoua zahlreiche Felsgravuren beherbergt und mehrere Felsabris, ebenfalls in Timmissao, prächtige Malereien aus verschiedenen Altersstufen von der vorgaramantischen Zeit bis zu den modernen Tifinagh' aufweisen.

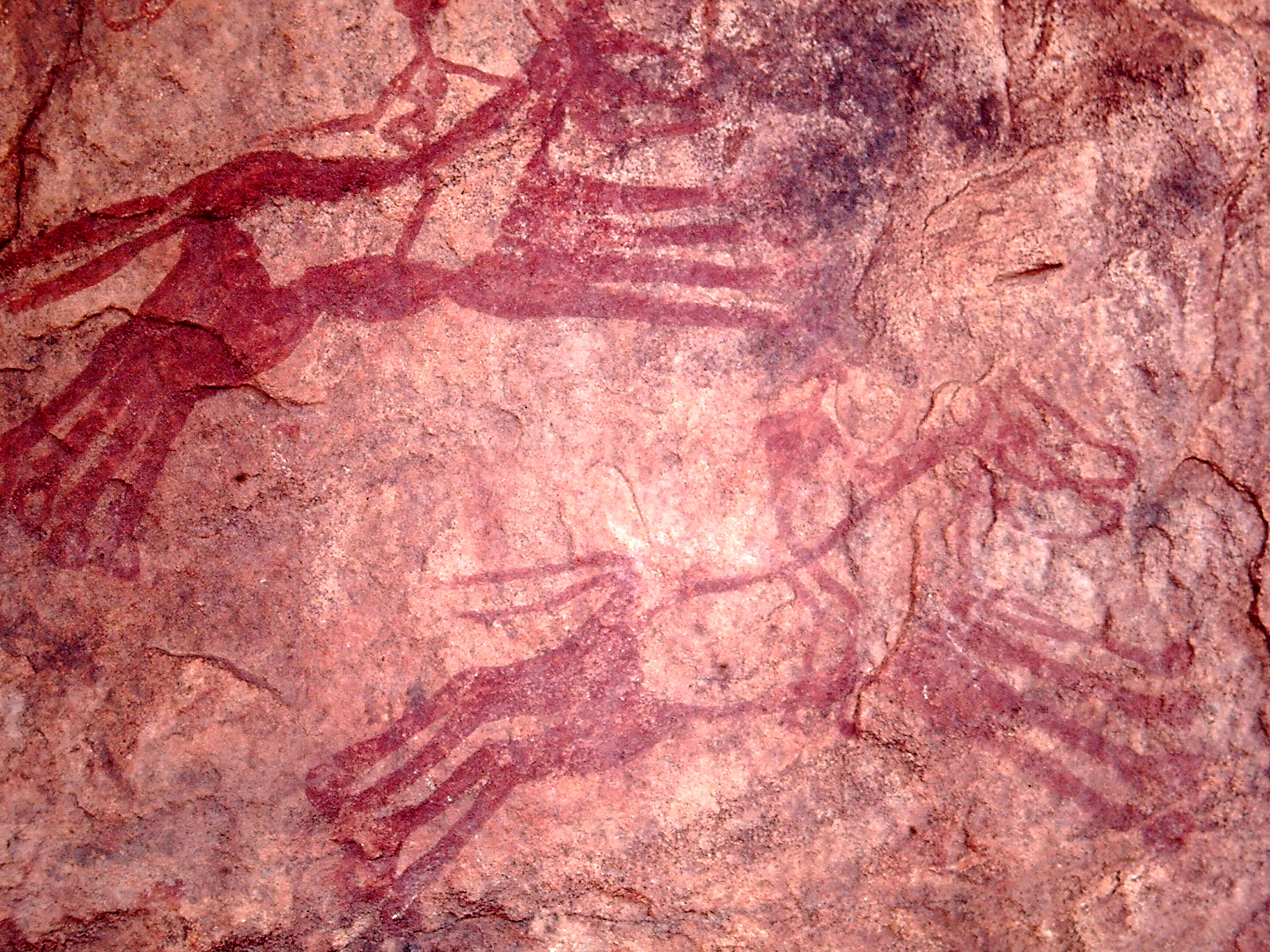
Tim Missao Felsmalereien in der Nähe der Wasserquelle

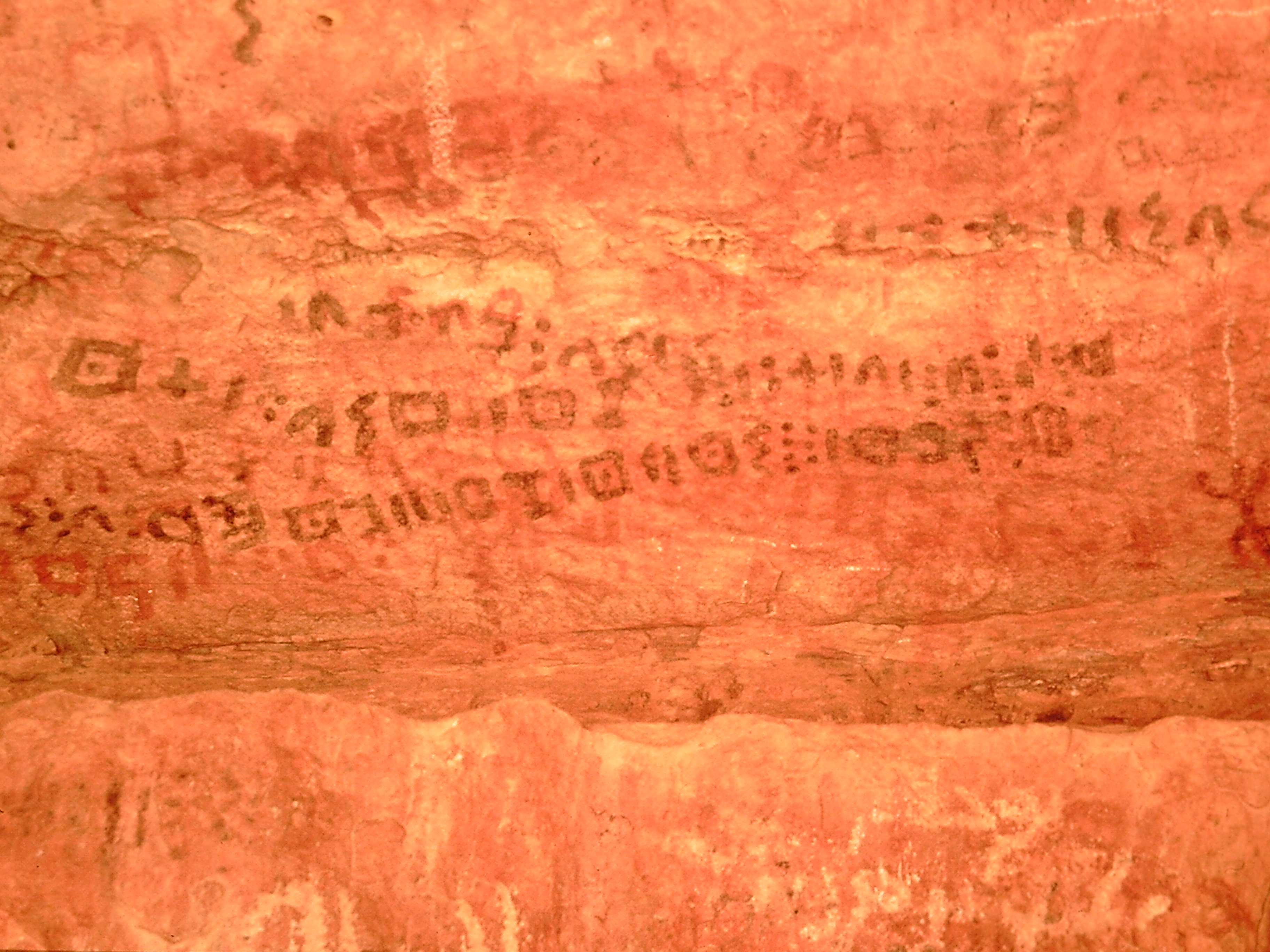
Wasserquelle Tim Missao, wahrscheinlich alte Tifinagh-Inschriften

Die Existenz alter arabischer Inschriften in Ti-m-Missao l ist seit langem bekannt; bereits 1864 erwähnte H. Duveyrier eine Moschee, die den Gefährten des Propheten Mohammed zugeschrieben wird, die als Eroberer ins Land gekommen waren, um es zum Islamismus zu bekehren, und die bis heute die Erinnerung an ihren Aufenthalt in Tim-Missao durch Inschriften in kufischem Arabisch aufrechterhalten haben, die angeblich noch heute gut lesbar sind.